# Cyrtopodion voraginosum
Cyrtopodion voraginosum este o specie de șopârle din genul Cyrtopodion, familia Gekkonidae, descrisă de Alan E. Leviton și Anderson 1984. Conform Catalogue of Life specia Cyrtopodion voraginosum nu are subspecii cunoscute.